# Franklin i zielony rycerz
Franklin i zielony rycerz / Franklin i zielony książę (ang. Franklin and the Green Knight: The Movie) – kanadyjski film animowany z 2000 roku opowiadający o rezolutnym żółwiu imieniem Franklin i jego przygodach. Jest to filmowa kontynuacja serialu dla dzieci – Witaj, Franklin.
Film emitowany w Polsce na kanałach: TVP1 (premiera 03.09.2002 roku), TVP3 (w obu częściach; 26 i 27 grudnia 2002 roku), TV Polsat, Minimini, TV4.

## Wersja polska
W Polsce film został wydany na DVD z dystrybucją: Jawi.

### Pierwsza wersja dubbingu
Wersja polska: Telewizyjne Studia Dźwięku w Warszawie
Reżyseria: Andrzej Bogusz
Dialogi i tłumaczenie: Katarzyna Precigs
Dźwięk: Jakub Milencki
Montaż: Zofia Dmoch
Opracowanie muzyczne: Eugeniusz Majchrzak
Teksty piosenek: Krzysztof Rześniowiecki
Kierownik produkcji: Monika Wojtysiak
Wystąpili:
- Agnieszka Kunikowska – Franklin
- Jolanta Wilk
- Artur Kaczmarski – Miś
- Józef Mika – Bóbr
- Brygida Turowska
- Joanna Orzeszkowska
- Rafał Żabiński
- Janusz Bukowski
- Krystyna Kozanecka
- Irena Malarczyk
- Marcin Przybylski
- Jacek Kopczyński
- Elżbieta Kijowska
- Elżbieta Bednarek
- Krzysztof Strużycki
- Andrzej Bogusz

### Druga wersja dubbingu
Opracowanie wersji polskiej: MediaVox

Wystąpili:
- Anita Sajnóg – 
  - Franklin,
  - Miś
- Ireneusz Załóg –
  - Narrator,
  - Orzeł,
  - Lis
- Ewelina Sobczyk – Mama Franklina
- Kamil Baron –
  - Tata Franklina,
  - Pancernik,
  - Strażnik drzewa
- Kinga Roch – Śilmak
- Agnieszka Okońska – 
  - Pani Sowa,
  - Babcia Franklina,
  - Borsuk,
  - Bóbr
- Krzysztof Korzeniowski – 
  - Skrzat,
  - Królik,
  - Giermek,
  - Suseł

i inni 
Śpiewali: Anita Sajnóg, Kinga Roch, Ewelina Sobczyk, Kamil Baron, Krzysztof Korzeniowski, Agnieszka Okońska
Lektor: Ireneusz Załóg